# 7.º governo da ditadura militar (Portugal)
O 7.º governo da Ditadura portuguesa, nomeado a 21 de janeiro de 1930 e exonerado a 5 de julho de 1932, foi liderado por Domingos Oliveira.
A sua constituição foi a seguinte:
| Cargo                                | Detentor | Detentor                                           | Período                                       |
| ------------------------------------ | -------- | -------------------------------------------------- | --------------------------------------------- |
| Presidente do Ministério             |          | Domingos Oliveira (1873–1957)                      | 21 de janeiro de 1930 a 5 de julho de 1932    |
| Ministro do Interior                 |          | António Lopes Mateus (1878–1955)                   | 21 de janeiro de 1930 a 21 de outubro de 1931 |
| Ministro do Interior                 |          | Mário Pais de Sousa (1891–1949)                    | 21 de outubro de 1931 a 5 de julho de 1932    |
| Ministro da Justiça e dos Cultos     |          | Luís Maria Lopes da Fonseca (1883–1974)            | 21 de janeiro de 1930 a 23 de janeiro de 1931 |
| Ministro da Justiça e dos Cultos     |          | Domingos Oliveira (interino) (1873–1957)           | 23 de janeiro de 1931 a 26 de janeiro de 1931 |
| Ministro da Justiça e dos Cultos     |          | José de Almeida Eusébio (1881–1945)                | 26 de janeiro de 1931 a 5 de julho de 1932    |
| Ministro das Finanças                |          | António de Oliveira Salazar (1889–1970)            | 21 de janeiro de 1930 a 5 de julho de 1932    |
| Ministro da Guerra                   |          | João Namorado de Aguiar (1876–1945)                | 21 de janeiro de 1930 a 19 de janeiro de 1931 |
| Ministro da Guerra                   |          | Júlio Schiappa de Azevedo (1874–1963)              | 19 de janeiro de 1931 a 25 de julho de 1931   |
| Ministro da Guerra                   |          | António Lopes Mateus (interino) (1878–1955)        | 25 de julho de 1931 a 21 de outubro de 1931   |
| Ministro da Guerra                   |          | António Lopes Mateus (1878–1955)                   | 21 de outubro de 1931 a 5 de julho de 1932    |
| Ministro da Marinha                  |          | Luís Magalhães Correia (1873–1960)                 | 21 de janeiro de 1930 a 5 de julho de 1932    |
| Ministro da Marinha                  |          | Fernando Branco (interino) (1880–1940)             | 11 de outubro de 1930 a 16 de outubro de 1930 |
| Ministro da Marinha                  |          | Fernando Branco (interino) (1880–1940)             | 22 de abril de 1931 a 12 de maio de 1931      |
| Ministro dos Negócios Estrangeiros   |          | Fernando Branco (1880–1940)                        | 21 de janeiro de 1930 a 5 de julho de 1932    |
| Ministro dos Negócios Estrangeiros   |          | Luís Magalhães Correia (interino) (1873–1960)      | 9 de setembro de 1930 a 4 de outubro de 1930  |
| Ministro dos Negócios Estrangeiros   |          | Luís Magalhães Correia (interino) (1873–1960)      | 19 de maio de 1931 a 15 de junho de 1931      |
| Ministro dos Negócios Estrangeiros   |          | Luís Magalhães Correia (interino) (1873–1960)      | 22 de janeiro de 1932 a 22 de março de 1932   |
| Ministro dos Negócios Estrangeiros   |          | Luís Magalhães Correia (interino) (1873–1960)      | 11 de junho de 1932 a 5 de julho de 1932      |
| Ministro do Comércio e Comunicações  |          | João Antunes Guimarães (1877–1951)                 | 21 de janeiro de 1930 a 5 de julho de 1932    |
| Ministro das Colónias                |          | António de Oliveira Salazar (interino) (1889–1970) | 21 de janeiro de 1930 a 29 de julho de 1930   |
| Ministro das Colónias                |          | Eduardo Marques (1867–1944)                        | 29 de julho de 1930 a 31 de janeiro de 1931   |
| Ministro das Colónias                |          | António de Oliveira Salazar (interino) (1889–1970) | 3 de novembro de 1930 a 6 de novembro de 1930 |
| Ministro das Colónias                |          | Armindo Monteiro (1896–1955)                       | 31 de janeiro de 1931 a 5 de julho de 1932    |
| Ministro das Colónias                |          | Luís Magalhães Correia (interino) (1873–1960)      | 7 de novembro de 1931 a 2 de dezembro de 1931 |
| Ministro das Colónias                |          | Henrique Linhares de Lima (interino) (1876–1953)   | 23 de abril de 1932 a 5 de julho de 1932      |
| Ministro da Instrução Pública        |          | Gustavo Cordeiro Ramos (1888–1974)                 | 21 de janeiro de 1930 a 5 de julho de 1932    |
| Ministro da Agricultura              |          | Henrique Linhares de Lima (1876–1953)              | 21 de janeiro de 1930 a 5 de julho de 1932    |
|                                      |          |                                                    |                                               |
| Subsecretário de Estado das Finanças |          | Armindo Monteiro (1896–1955)                       | 21 de janeiro de 1930 a 31 de janeiro de 1931 |
| Subsecretário de Estado das Finanças |          | Artur Oliveira (1894–1978)                         | 9 de fevereiro de 1931 a 5 de julho de 1932   |